# Persone di nome James/Registi
| Questa pagina contiene informazioni ricavate automaticamente dalle voci biografiche con l'ausilio del template Bio e di un bot. L'aggiornamento è periodico e automatico e ricostruisce completamente la pagina. Se manca una persona in questa lista, sei pregato di non aggiungerla, ma accertati piuttosto che la sua voce biografica contenga il template Bio e che i dati anagrafici siano correttamente compilati. Se il template Bio manca, inseriscilo tu stesso o, in alternativa, metti l'avviso {{tmp\|Bio}} che ne segnala la mancanza. Se i dati riportati sono sbagliati, correggi direttamente la voce biografica; le modifiche saranno visibili in questa lista entro pochi giorni. Per chiarimenti vedi il progetto antroponimi. La lista contiene solo le 56 persone che sono citate nell'enciclopedia e per le quali è stato implementato correttamente il template Bio. Pagina aggiornata al 22 lug 2025. |

Questa è una lista di persone presenti nell'enciclopedia che hanno il nome James e sono registi.

## A(1)
- James Algar, regista, sceneggiatore e produttore cinematografico statunitense (Modesto, n. 1912 - Carmel-by-the-Sea, † 1998)

## B(5)
- James Baffico, regista, attore e produttore cinematografico statunitense (San Francisco, n. 1942)
- James Benning, regista statunitense (Milwaukee, n. 1942)
- James Bobin, regista, sceneggiatore e produttore televisivo britannico (Titchfield, n. 1972)
- James Bridges, regista, sceneggiatore e attore statunitense (Paris, n. 1936 - Los Angeles, † 1993)
- James Ward Byrkit, regista statunitense

## C(5)
- James Cameron, regista, sceneggiatore e produttore cinematografico canadese (Kapuskasing, n. 1954)
- James W. Castle, regista e sceneggiatore statunitense (n. 1854)
- James B. Clark, regista e montatore statunitense (Stillwater, n. 1908 - Woodland Hills, † 2000)
- James Cox, regista e sceneggiatore statunitense (New York, n. 1975)
- James Cruze, regista, attore e produttore cinematografico statunitense (Ogden, n. 1884 - † 1942)

## D(2)
- J. Searle Dawley, regista e sceneggiatore statunitense (Del Norte, n. 1877 - Hollywood, † 1949)
- James DeMonaco, regista, sceneggiatore e produttore cinematografico statunitense (New York, n. 1969)

## F(5)
- James Fargo, regista statunitense (Republic, n. 1938)
- James A. FitzPatrick, regista, sceneggiatore e produttore cinematografico statunitense (Shelton, n. 1894 - Cathedral City, † 1980)
- James Flood, regista statunitense (New York, n. 1895 - Hollywood, † 1953)
- James Foley, regista statunitense (New York, n. 1953 - Los Angeles, † 2025)
- James Frawley, regista, attore e produttore televisivo statunitense (Houston, n. 1936 - Indian Wells, † 2019)

## G(4)
- James Gartner, regista e produttore cinematografico statunitense
- James Goldstone, regista e sceneggiatore statunitense (Los Angeles, n. 1931 - Shaftsbury, † 1999)
- James Gray, regista, sceneggiatore e produttore cinematografico statunitense (New York, n. 1969)
- James Gunn, regista, sceneggiatore e attore statunitense (Saint Louis, n. 1966)

## H(4)
- Jimmy Hayward, regista, sceneggiatore e animatore canadese (Kingston, n. 1970)
- James P. Hogan, regista e sceneggiatore statunitense (Lowell, n. 1890 - Los Angeles, † 1943)
- James W. Horne, regista cinematografico, sceneggiatore e attore statunitense (San Francisco, n. 1881 - Los Angeles, † 1942)
- James Huth, regista e sceneggiatore britannico (Londra, n. 1966)

## I(2)
- James Isaac, regista e effettista statunitense (San Francisco, n. 1960 - Sausalito, † 2012)
- James Ivory, regista, sceneggiatore e produttore cinematografico statunitense (Berkeley, n. 1928)

## J(1)
- Jim Jarmusch, regista, sceneggiatore e musicista statunitense (Akron, n. 1953)

## K(1)
- Richard Kelly, regista, sceneggiatore e produttore cinematografico statunitense (Newport News, n. 1975)

## L(5)
- Renzo Genta, regista cinematografico e sceneggiatore italiano (Vercelli, n. 1941)
- James Lapine, regista, sceneggiatore e librettista statunitense (Mansfield, n. 1949)
- Mitchell Leisen, regista, scenografo e costumista statunitense (Menominee, n. 1898 - Los Angeles, † 1972)
- Jim Loach, regista britannico (Londra, n. 1969)
- James Longley, regista e produttore cinematografico statunitense (Oregon, n. 1972)

## M(8)
- James Mangold, regista, sceneggiatore e produttore televisivo statunitense (New York, n. 1963)
- James Marsh, regista, sceneggiatore e produttore televisivo britannico (Truro, n. 1963)
- Jim McCullough Sr., regista, sceneggiatore e produttore cinematografico statunitense (Mansfield, n. 1928 - Shreveport, † 2012)
- James McTeigue, regista australiano (Sydney, n. 1967)
- James Leo Meehan, regista e sceneggiatore statunitense (Illinois, n. 1891 - San Francisco, † 1943)
- James Merendino, regista e sceneggiatore statunitense (Long Branch, n. 1969)
- James Moll, regista, produttore cinematografico e produttore televisivo statunitense (Allentown, n. 1963)
- J. Michael Muro, regista e direttore della fotografia statunitense (New York, n. 1966)

## N(2)
- James Neilson, regista, impresario teatrale e fotografo statunitense (Shreveport, n. 1909 - Flagstaff, † 1979)
- James Nguyen, regista, sceneggiatore e produttore cinematografico vietnamita (Đà Nẵng, n. 1966)

## O(1)
- James Orr, regista, sceneggiatore e produttore cinematografico canadese (Rouyn-Noranda, n. 1953)

## P(2)
- James Parrott, regista, attore e sceneggiatore statunitense (Baltimora, n. 1897 - Dallas, † 1939)
- James Ponsoldt, regista, sceneggiatore e produttore cinematografico statunitense (Athens, n. 1978)

## R(1)
- James Napier, regista e sceneggiatore neozelandese (Auckland, n. 1982)

## S(1)
- James Spione, regista statunitense (Stati Uniti)

## T(1)
- James Tinling, regista statunitense (Seattle, n. 1889 - Los Angeles, † 1967)

## W(4)
- James Wan, regista, sceneggiatore e produttore cinematografico malese (Kuching, n. 1977)
- James Whale, regista britannico (Dudley, n. 1889 - Los Angeles, † 1957)
- James Williamson, regista, direttore della fotografia e sceneggiatore scozzese (Kirkcaldy, n. 1855 - Richmond upon Thames, † 1933)
- James Wong, regista, sceneggiatore e produttore televisivo statunitense (Hong Kong, n. 1959)

## Y(1)
- James Young, regista, attore e sceneggiatore statunitense (Baltimora, n. 1872 - New York, † 1948)